# Stazione di Cannizzaro (1867)
La stazione di Cannizzaro era una stazione ferroviaria posta al km 246+679 del tracciato originario, poi dismesso, della linea Messina-Siracusa a servizio del comune di Cannizzaro. Venne del tutto dismessa nel 1989, i binari asportati e l'area di stazione ceduta a scopo di viabilità.

## Storia
La stazione di Cannizzaro venne costruita, intorno al 1866, come parte del progetto di ferrovia tra Messina e Catania approntato dalla Società Vittorio Emanuele e portato avanti in subappalto dalla "Società Vitali, Picard, Charles e C." e, dal 29 novembre 1866, dalla subentrata "Impresa Generale per la costruzione delle strade ferrate calabro-sicule". Il 3 gennaio del 1867 la stazione entrò in esercizio assieme al tronco di 47,7 km che raggiungeva la stazione di Catania Centrale. La stazione rimase pressoché nelle stesse condizioni di impianto delle origini. A metà degli anni sessanta del XX secolo venne elettrificata e un ventennio dopo ampliata nel raccordo merci del "Terminal Cargo". In seguito all'attivazione del nuovo tracciato a doppio binario in variante della ferrovia la stazione, nel 1989, venne dismessa e trasferita nella nuova sede. L'area di stazione venne ceduta al Comune di Acicastello per la realizzazione di una strada, che è anche di accesso al Terminal Cargo, e il fabbricato di stazione ceduto per usi sociali.

## Strutture e impianti
La stazione era costituita da un piccolo fabbricato viaggiatori a una elevazione con annessi servizi e un piano caricatore con magazzino merci. Si trattava di un semplice raddoppio per incroci o precedenze con un piccolo scalo merci posto lato Messina. Comandava l'apertura e la chiusura del passaggio a livello adiacente. Era di interscambio con la Tranvia Catania-Acireale tra il 1915 e il 1934 il cui tracciato nella zona costeggiava la ferrovia, lato mare.